# Вештице близнакиње
Вештице близнакиње (енгл. Twitches) амерички је телевизијски филм из 2005. године, емитован на Дизни каналу, заснован на познатој збирци књига Вештице близнакиње чији је издавач Scholastic Press. Главне улоге тумаче Тија Маури као Александра Филдинг и Тамера Маури као Камрин Барнс. Током премијерне ноћи, филм је пратило 7 милиона гледалаца. Филм је привукао 21,5 милиона гледалаца током четири емитовања првог викенда и био је најпознатији кабловски програм те седмице. Наставак, Вештице близнакиње 2, емитован је 12. октобра 2007. године.

## Радња
У магичном краљевству Ковентри, сестре близанкиње Артемида и Апола спашене су од својих заштитника Aјлијане и Карша од Таме и доведене у другу димензију. Усвајају их различите породице, али на њиховом двадесет првом рођендану, њихови заштитници их присиљавају да се упознају. Алекс Филдинг је пре три месеца изгубила мајку и сама тражи посао док Кармин Барнс живи са својим вољеним богатим родитељима. Једном када открију да имају магичне моћи и да се врате у Ковентри да спасу своју биолошку мајку и своје краљевство од Таме.

## Улоге
| Глумац            | Улога                                                        |
| ----------------- | ------------------------------------------------------------ |
| Тија Маури        | Александра „Алекс” Никол Филдинг (рођена као Артемида Дубер) |
| Тамера Маури      | Камрин „Ками” Елизабет Барнс (рођена као Апола Дубер)        |
| Кристен Вилсон    | Миранда Дубер                                                |
| Патрик Фабијан    | Танос Дубер                                                  |
| Џенифер Робертсон | Ајлијана Ворбартон                                           |
| Пат Кели          | Карш Ворбартон                                               |
| Џесика Греко      | Лусинда Кармелсон                                            |
| Џеки Роузенбаум   | Бет Фиш                                                      |
| Арнолд Пинок      | Дејвид Барнс                                                 |
| Карен Холнс       | Емили Барнс                                                  |
| Џесика Фелиц      | Никол Кармелсон                                              |
| Дејвид Инграм     | Арон Дубер                                                   |